# راز (فیلم ۱۹۵۵)
«راز» (انگلیسی: The Secret (1955 film)) فیلمی در ژانر درام است که در سال ۱۹۵۵ منتشر شد. از بازیگران آن می‌توان به سام وانامیکر اشاره کرد.